# دیمین رودریگز
دیمین رودریگز (انگلیسی: Damián Rodríguez؛ زادهٔ ۱۷ مارس ۲۰۰۳) بازیکن فوتبال اهل اسپانیا است که در حال حاضر برای سلتاویگو در پست هافبک بازی می‌کند.

## دوران باشگاهی
دیمین رودریگز در پونتآرس، پونت‌بدرا، گالیسیا زاده شد و از محصولات آکادمی جوانان سلتاویگو بود. او نخستین بازی خود را در ردهٔ بزرگسالان با سلتاویگو ب در ۹ مهٔ ۲۰۲۱ در دیداری برابر بورگوس در چارچوب سگوندا دیویسیون بی انجام داد.
پس از پایان دوران آموزش، رودریگز در فصل ۲۳–۲۰۲۲ برای تیم ب در رقابت‌های پریمیرا فدراسیون و برای سلتاویگو سی در ترسرا فدراسیون بازی کرد. او نخستین گل خود را برای تیم ذخیره در ۴ دسامبر ۲۰۲۲ در تساوی ۲–۲ برابر آلخسیراس به ثمر رساند.
در ۱۷ مارس ۲۰۲۴، رودریگز نخستین بازی خود را برای تیم اول سلتاویگو در لالیگا انجام داد. او در نیمهٔ دوم به جای هوگو آلوارس، دیگر محصول آکادمی، وارد زمین شد؛ این بازی با پیروزی ۲–۱ در زمین سویا به پایان رسید.

## دوران ملی
دیمین رودریگز در رده‌های پایه برای تیم ملی اسپانیا بازی کرده‌است. او در سال ۲۰۲۱ به تیم زیر ۱۸ سال اسپانیا دعوت شد و در چند دیدار دوستانه به میدان رفت. در سال ۲۰۲۲، او به عضویت تیم ملی فوتبال زیر ۱۹ سال اسپانیا درآمد و در چند رقابت بین‌المللی از جمله تورنمنت‌های تدارکاتی اروپا شرکت کرد.
عملکرد رودریگز در این رده‌ها مورد توجه مربیان تیم ملی قرار گرفت و او در سال ۲۰۲۳ به تیم ملی فوتبال زیر ۲۰ سال اسپانیا نیز دعوت شد. او در این مقطع، در چند بازی دوستانه بین‌المللی و رقابت‌های تدارکاتی شرکت کرد و به‌عنوان یکی از بازیکنان آینده‌دار فوتبال اسپانیا شناخته شد.
تا مه ۲۰۲۵، رودریگز هنوز برای تیم ملی فوتبال زیر ۲۱ سال اسپانیا به میدان نرفته‌است، اما در فهرست بازیکنان تحت نظر کادر فنی این تیم قرار دارد و انتظار می‌رود در آینده نزدیک به ترکیب دعوت شود.